# 2020 في أرمينيا
الأحداث من عام 2020 في أرمينيا

## الحكم
- الرئيس : ارمين سركيسيان
- رئيس الوزراء : نيكول باشينيان

## الأحداث
- 1 مارس - الحالة الأولى لوباء الفيروس التاجي 2020 في أرمينيا[1][2]
- 16 مارس - تأجيل الاستفتاء على الدستور الأرميني لعام 2020[3]
- 18 مارس - 444 شخصاً في الحجر الصحي في فندق جولدن بالاس في تساجكادزور وكلية مونتي ملكونيان العسكرية في ديليجان.[4]
- 29 مارس - ارتفاع الحالات المؤكدة لفيروس كورونا إلى 424
- 5 أبريل - الموعد الأصلي المقرر لإجراء الاستفتاء على الدستور الأرميني لعام 2020[5]
- 12-15 يوليو - يوليو الاشتباكات الحدودية الأرمنية الأذربيجانية (2020)
- 27 سبتمبر - 10 نوفمبر - حرب مرتفعات قرة باغ 2020.
- 8 أكتوبر - تجاوز عدد الوفيات المبلغ عنها بسبب فيروس كورونا 1000 حالة.
- 6 نوفمبر - وصلت حالات الكورونا إلى أكثر من 100000.
- 10 نوفمبر - الاحتجاجات الأرمينية 2020

## الوفيات
- 28 أكتوبر - جورجن إجيازاريان, سياسي وموظف حكومي ( مواليد 1948).
- 19 نوفمبر -
  - سيبوه تشولدجيان, 61, مطران أرمني رسولي تركي المولد, رئيس أساقفة غوغارك (منذ 1996) (مواليد 1959).[6]
  - مانفيل غريغوريان, ضابط وسياسي عسكري أرمني, نائب (2012-2018) ، (مواليد 1957).
- 20 نوفمبر - ريتا سركسيان, 58, سيدة اجتماعية أرمنية, السيدة الأولى (2008-2018), (مواليد 1962).[7]